# Campo (agricultura)

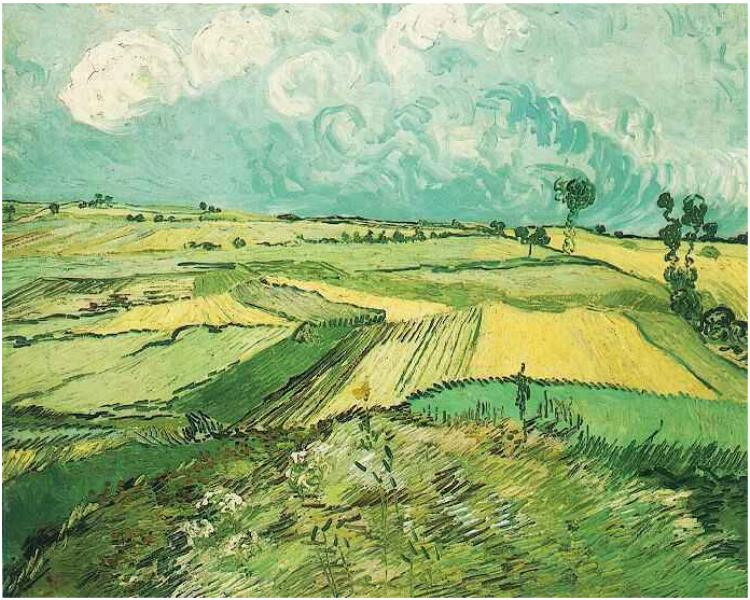
Vincent van Gogh, Auvers, 1890

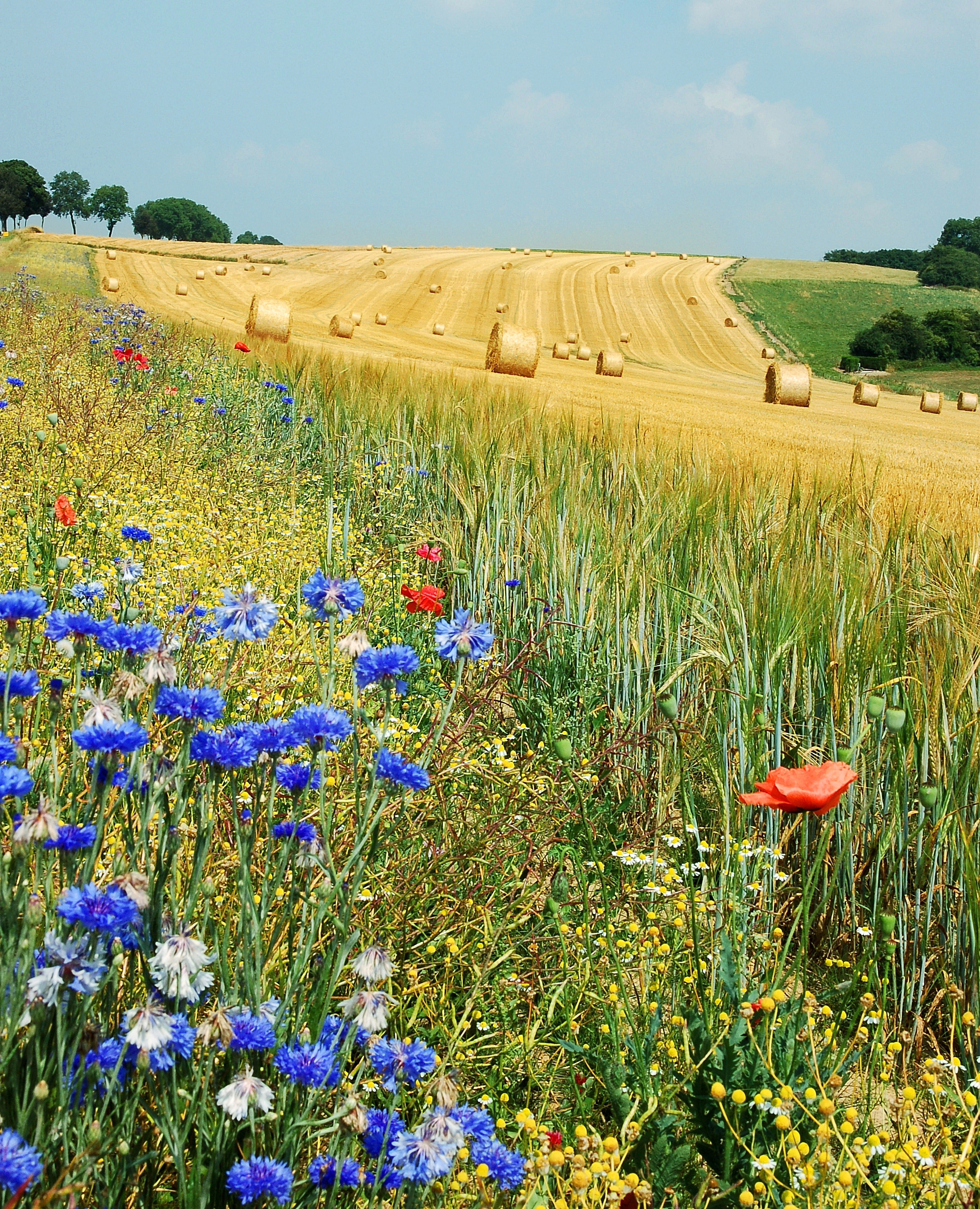
Campo agrícola na Bélgica.

Na agricultura, o termo campo refere-se geralmente a uma parcela de terra não edificada, fora da zona urbana, destinada a uso agrícola, como zona de cultivo ou de pastoreio.